# William Griffith Wilson
William Griffith Wilson auch Bill Wilson und Bill W. (* 26. November 1895 in East Dorset, Vermont, USA; † 24. Januar 1971 in Miami) war neben Robert Holbrook Smith („Dr. Bob“) einer der beiden Gründer der Bewegung der Anonymen Alkoholiker.

## Leben
Nach einer schwierigen Kindheit wurde Wilson im Alter von 22 Jahren zum Alkoholiker. Während eines Krankenhausaufenthalts wurde der erfolglose Börsenmakler und scheinbar hoffnungslose Trinker dazu angeregt, anderen zu helfen, die unter dem gleichen Problem litten. Der Arzt William Duncan Silkworth hatte entscheidenden Einfluss auf Wilson, durch ihn begriff Wilson erstmals, dass er an einer Krankheit litt.
Aus der Begegnung mit dem alkoholkranken Arzt Dr. Robert Smith – beide waren, wie auch ihre Frauen, Teilnehmer der Oxford-Gruppe – entwickelte sich eine Freundschaft, die zu einer lebenslangen Alkoholabstinenz beider führte.
Wilson und Smith trafen sich fortan regelmäßig mit anderen Alkoholikern, um mit Hilfe einer Reihe einfacher spiritueller Handhabungen, jeweils zuerst einmal vorrangig sich selbst zu helfen, um abstinent zu bleiben oder trocken zu werden. Gemeinsam mit einigen dieser anderen abstinenten Alkoholkranken verfasste Wilson das 1939 veröffentlichte Buch mit dem Titel Alcoholics Anonymous, das der Bewegung ihren Namen gab. Das Buch erläutert das Zwölf-Schritte-Programm als Kern der AA-Strategie und enthält unter anderem die Autobiographien von Wilson und Smith.
Erst nachdem 1941 in der Saturday Evening Post ein Artikel über die regelmäßigen Treffen der Anonymen Alkoholiker erschienen war, die sogenannten Meetings, fand die Bewegung starken Zulauf. Überall in den USA gründeten sich neue Gruppen. Es wird geschätzt, dass die Bewegung bis heute auf über 100.000 Gruppen mit mehr als 2 Millionen Mitgliedern in 150 Ländern weltweit angewachsen ist.
Der erklärte Hauptzweck der AA-Gruppen ist, die eigene Abstinenz zu erhalten und den noch leidenden Alkoholikern zu helfen, ohne Alkohol zufrieden zu leben.
Als die Bewegung größer wurde, lehnte es Wilson ab, größere Befugnisse zu übernehmen und bestand darauf, dass sich die Bewegung nicht an einzelnen Personen, sondern an spirituellen Prinzipien orientieren solle. Die herausgebildete Tradition der Anonymität drückte sich später in seiner Weigerung aus, in Zeitschriften abgebildet zu werden und öffentliche Ehrungen entgegenzunehmen.
Wilson war der Ansicht, dass LSD in einer sorgfältig kontrollierten, strukturierten Umgebung für viele Alkoholiker von Vorteil sein könnte. Seine erste eigene LSD-Erfahrung hatte Bill W. am 29. August 1956 im Veterans Administration Hospital in Los Angeles gemacht.
Nach seinem Tod wurde durch seinen Nachruf in der New York Times öffentlich bekannt, dass Wilson der legendäre Bill W. war.

## Autobiographie
- Bill W. - My First 40 Years. An Autobiography by the Cofounder of Alcoholics Anonymous. Hazelden, Center City, Minnesota 55012-0176, 2000. ISBN 1-56838-373-8. (Übersetzung von Marga Klay): Bill W. - meine ersten 40 Jahre. Autobiografie des Mitbegründers der Anonymen Alkoholiker, Santiago-Verlag Goch 2003, ISBN 3-937212-00-0.

## Filmographie
- 1989: My Name Is Bill W. (TV), mit James Woods als Bill W., und James Garner als Dr. Bob[3]